# Emily
Emily [ˈɛm.ə.li] ist ein weiblicher Vorname.

## Herkunft und Bedeutung
Emily ist die englische weibliche Form des römischen Gentilnamens Aemilius.

## Verbreitung

### International
Im englischen Sprachraum wurde der Name Emily erst durch Prinzessin Amelia Sophie von Großbritannien, Irland und Hannover geläufig, die im englischen Emily genannt wurde, obwohl dies keine Namensvariante darstellt. Der Name war lange Zeit mäßig beliebt, erst um die Jahrtausendwende hin wurde er beliebt.
In den USA rangierte Emily im ausgehenden 19. und beginnenden 20. Jahrhundert um Rang 100 der Vornamenscharts. Ab den 1920er Jahren sank seine Beliebtheit, bis er im Jahr 1962 mit Rang 273 einen Tiefpunkt erreichte. Seit 1973 gehört der Name wieder zu den 100 meistgewählten Mädchennamen (Stand 2021). Von 1996 bis 2007 stand der Name durchgängig an der Spitze der Vornamenscharts. Zuletzt sank seine Popularität leicht. Im Jahr 2021 belegte Emily Rang 21 der Hitliste.
Ein ähnliches Bild zeigt sich in Kanada. Auch hier stieg der Name in den 1970er Jahren wieder in der Top-100 der Vornamenscharts auf. Von 1997 bis 2002 belegte er die Spitzenposition, seitdem sinkt die Popularität. Im Jahr 2019 stand Emily auf Rang 15 der Vornamenscharts.
Auch in Australien war der Name um die Jahrtausendwende sehr beliebt. Dagegen erreichte die Popularität des Namens in Neuseeland erst im Jahr 2013 mit Rang 2 der Hitliste ihren Höhepunkt. Im Jahr 2021 belegte der Name Rang 15 der Vornamenscharts.
Im Vereinigten Königreich ist der Name aktuell sehr beliebt. In England und Wales gehörte er lange Zeit zu den fünf beliebtesten Mädchennamen und belegte dabei mehrfach die Spitzenposition. Erst in den vergangenen Jahren sank seine Popularität etwas. Im Jahr 2020 belegte Emily Rang 15 der Hitliste. In Schottland stieg Emily in den 1990er Jahren in den Vornamenscharts auf und etablierte sich schließlich in der Top-10. In den Jahren 2014 und 2015 stand er an der Spitze der Hitliste. Im Jahr 2021 belegte er Rang 2 der Vornamenscharts. In Nordirland hat sich der Name in der Top-3 der Vornamenscharts etabliert. Im Jahr 2021 belegte er Rang 2.
Auch in Irland gehört Emily zu den Spitzenreitern der Vornamenscharts. Im Jahr 2021 belegte der Name dort Rang 3 der Hitliste.
In Argentinien (Rang 15, Stand 2021) und Chile (Rang 16, Stand 2021) ist der Name aktuell ebenfalls beliebt.

### Deutscher Sprachraum
In Österreich gehört Emily seit 2004 zu den 50 meistgewählten Mädchennamen, er konnte jedoch nie eine Top-20-Platzierung erreichen. Im Jahr 2020 belegte Emily Rang 34 der Hitliste.
In der Schweiz stieg Emily im Jahr 2005 in die Top-100 der Vornamenscharts auf. Dort etablierte sich der Name im vorderen Mittelfeld. Die bislang höchste Platzierung erreichte er im Jahr 2014, als er Rang 25 belegte. Im Jahr 2020 belegte er Rang 32 der Hitliste.
In Deutschland kam der Name Emily in den 1990er Jahren in Mode. Rasch etablierte er sich unter den beliebtesten Mädchennamen. Im Jahr 2003 erreichte Emily mit Rang 5 seine bislang höchste Platzierung in den Vornamenscharts. Mittlerweile ist die Popularität des Namens zwar etwas gesunken, jedoch belegte Emily im Jahr 2021 immer noch Rang 15 der Hitliste. In dieser Statistik wird Emily gemeinsam mit den weitaus selteneren Varianten Emilie (ca. 11 % der Namensträger) und Emmily (ca. 0,2 % der Namensträger) behandelt.

## Varianten
In Deutschland existieren neben Emily die Varianten Emilie, Emmily, Emely, Emelie, Emmely. Im englischen Sprachraum kommt der Name in den Varianten Emalee und Emely vor. Diminutive sind Em, Emmie, Emmy, Millie, Milly.
Für weitere Varianten: siehe Emilia#Varianten und Emil#Varianten

## Namensträgerinnen
- Emily (* 1996), deutsche Sängerin, Kinderstar

- Emily Bader (* 1996), US-amerikanische Schauspielerin
- Emily Bergl (* 1975), britisch-US-amerikanische Schauspielerin
- Emily Bett Rickards (* 1991), kanadische Schauspielerin
- Emily Bindiger (* 1955), US-amerikanische Schauspielerin und Sängerin
- Emily Blunt (* 1983), britische Schauspielerin
- Emily Bolton (* 1951), karibische Schauspielerin
- Emily Brodsky, US-amerikanische Seismologin
- Emily Brontë (1818–1848), britische Schriftstellerin
- Emily Browning (* 1988), australische Schauspielerin
- Emily Brydon (* 1980), kanadische Skirennläuferin
- Emily Carey (* 2003), britische Schauspielerin
- Emily Carr (1871–1945), kanadische Malerin
- Emily Cox (* 1985), britische Schauspielerin
- Emily Davison (1872–1913), britische Suffragette
- Emily Deschanel (* 1976), US-amerikanische Schauspielerin
- Emily Dickinson (1830–1886), US-amerikanische Dichterin
- Emily Donelson (1807–1836), Nichte des US-Präsidenten Andrew Jackson
- Emily Cumming Harris (1837–1925), neuseeländische Lehrerin und Künstlerin
- Emily Gravett (* 1972), britische Illustratorin und Kinderbuchautorin
- Emily Greene Balch (1867–1961), US-amerikanische Friedensnobelpreisträgerin
- Emily Haber (* 1956), deutsche Diplomatin
- Emily Hagins (* 1992), US-amerikanische Regisseurin und Drehbuchautorin
- Emily Hampshire (* 1981), kanadische Schauspielerin
- Emily Hart (* 1986), US-amerikanische Schauspielerin
- Emily Hughes (* 1989), US-amerikanische Eiskunstläuferin
- Emily Jacir (* 1970), palästinensisch-amerikanische Künstlerin
- Emily Kapnek (* 1969), US-amerikanische Drehbuchautorin
- Emily Kngwarreye (1910–1996), australische Künstlerin, Aborigine
- Emily Kuroda (* 1952), US-amerikanische Schauspielerin
- Emily Lima (* 1980), brasilianische Fußballspielerin und Trainerin
- Emily Lloyd (* 1970), britische Schauspielerin
- Emily Mortimer (* 1971), britische Schauspielerin
- Emily Nagoski (* 1977), US-amerikanische Sexualwissenschaftlerin und Autorin
- Emily Nasrallah (1931–2018), arabische Schriftstellerin
- Emily Osment (* 1992), US-amerikanische Schauspielerin
- Emily Oster (* 1980), US-amerikanische Ökonomin und Hochschullehrerin
- Emily Perkins (* 1970), neuseeländische Schriftstellerin
- Emily Perkins (* 1977), kanadische Schauspielerin
- Emily Pfeiffer (1827–1890), Schriftstellerin
- Emily Procter (* 1968), US-amerikanische Schauspielerin
- Emily Ratajkowski (* 1991), US-amerikanisches Model und Schauspielerin
- Emely Reuer (1941–1981), deutsche Schauspielerin
- Emily Richard (1948–2024), britische Schauspielerin
- Emily Ruete (1844–1924), omanische Prinzessin
- Emily Schöpf (* 2000), österreichische Skirennläuferin
- Emily Stowe (1831–1903), kanadische Ärztin und Lehrerin
- Emily Taaffe (* 1984), irische Schauspielerin
- Emily Tennant (* 1990), kanadische Schauspielerin
- Emily VanCamp (* 1986), kanadische Schauspielerin
- Emily Watson (* 1967), britische Schauspielerin
- Emily Wehlen (1886–1977), deutsche Schauspielerin
- Emily Whigham (* 1976), US-amerikanische Fernsehmoderatorin
- Emily Wood (* 1978), deutsche Schauspielerin
- Emily Mae Young (* 1990), US-amerikanische Schauspielerin

## Sonstiges
- Emily (Film), Filmbiografie über die britische Schriftstellerin Emily Brontë (2022)
- Emily Erdbeer, eine Figur und Franchise der Glückwunschkartenfirma American Greetings
- Emily Skye, Pseudonym eines Autorenkollektivs
- Emily Strange, Comic um ein 13-jähriges Mädchen
- Emily (Buchreihe), Kinderbuchreihe um ein Meermädchen
- Lake Emily (Neuseeland), See in der Region Canterbury, Neuseeland